# Kawanishi, Yamagata

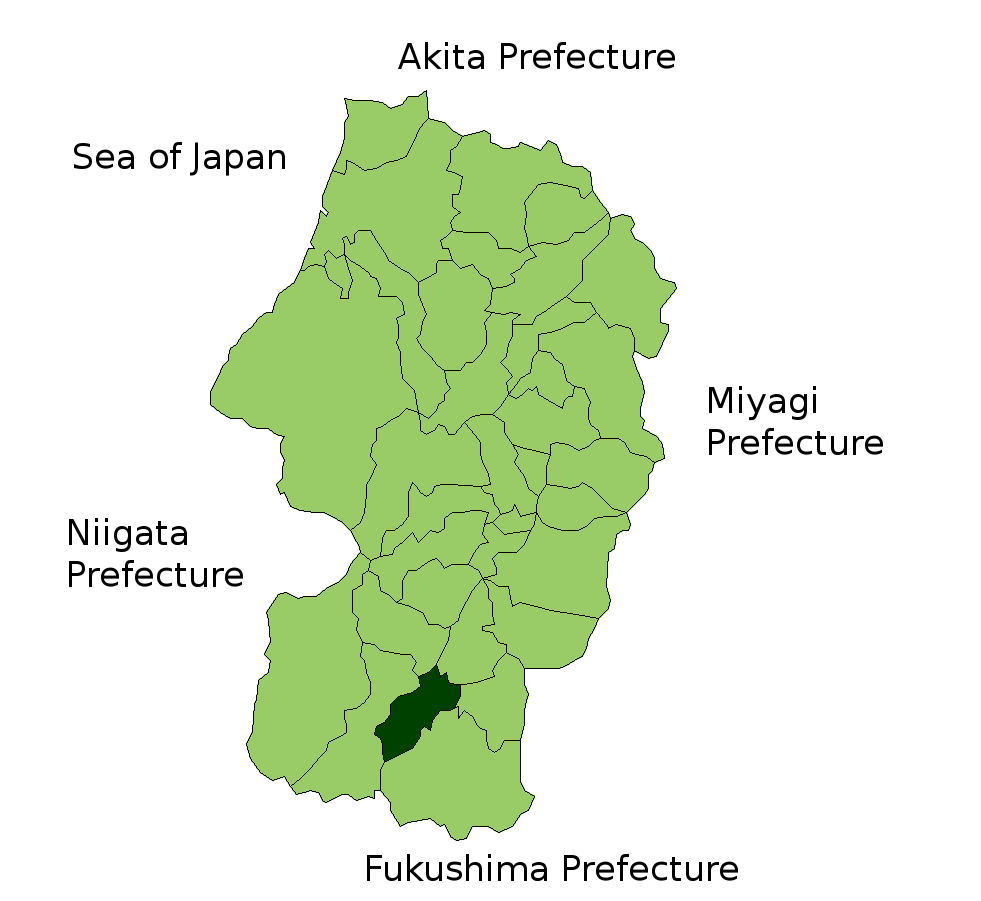

Kawanishi (川西町 Kawanishi-machi?) este un oraș în Japonia, în districtul Higashiokitama al prefecturii Yamagata.